# Катюша (песня)
«Катю́ша» — популярная советская песня, один из неформальных символов Великой Отечественной войны. Композитор — Матвей Блантер, автор слов — Михаил Исаковский.

## Появление
Впервые песню исполнила певица Л. П. Ельчанинова (по другим данным — Валентина Батищева) на первом концерте Государственного джаза СССР под управлением В. Кнушевицкого 28 ноября (27 ноября) 1938 года. Однако в интернете распространены утверждения об исполнении группы: Вера Красовицкая, Георгий Виноградов и Всеволод Тютюнник. Первая запись песни в исполнении Валентины Батищевой была сделана в январе 1939 года. На пластинке указаны исполнители: В. Батищева, П. Михайлов и В. Тютюнник.
Существует версия, что популярностью песни обусловлено прозвище «Катюша», данное на фронте во время Великой Отечественной войны боевым машинам реактивной артиллерии серии «БМ».
Позже песню исполняли Лидия Русланова, Георгий Виноградов, Эдуард Хиль, Анна Герман, Дмитрий Хворостовский и другие певцы.
По опросу 2015 года журнала «Русский репортёр», текст «Катюши» занял 13-е место среди самых популярных в России стихотворных строк, включающих, в числе прочего, русскую и мировую классику.
В селе Всходы Угранского района (недалеко от деревни Глотовка — родины М. Исаковского), в Доме культуры, расположен музей песни «Катюша».[значимость факта?]

## Сюжет и текст
В песне поётся о чувствах девушки Катюши, ждущей своего любимого — «бойца на дальнем пограничье».
Расцветали яблони и груши,

Поплыли туманы над рекой.

Выходила на берег Катюша,

На высокий, на берег крутой.— первый куплет в редакции 1939 года

## Вариации и производные песни
- Существует множество переводов и альтернативных текстов этой песни на разных языках. В Греции это гимн ЭАМ[10], в Италии это «Катарина» и «Fischia il vento» («Свистит ветер»), в Израиле — «Катюшка» (впоследствии переведённая на французский язык под названием «Казачок» (Casatschok)[2] израильской певицей Рикой Зарай и, в дальнейшем, спетая на немецком и итальянском языках Далидой). В Финляндии в 1943 году появился финский вариант — «Karjalan Katjuusa» («Карельская Катюша»)[11] на слова поэта и композитора Ниило Сауво Пеллерво Пухтила (Niilo Sauvo Pellervo Puhtila; 24.04.1928 — 02.11.2014, Хельсинки), в котором девушка из Карелии посылает свою песню «юному голубоглазому финскому воину» — защитнику родной земли.
- Исаковским был написан и другой редко исполнявшийся последний куплет:

Отцветали яблони и груши,

Уплыли туманы над рекой.

Уходила с берега Катюша,

Уносила песенку домой.

- В 1943—1945 годах был популярен такой куплет[2]:

Пусть фриц помнит русскую «катюшу»,

Пусть услышит, как она поёт:

Из врагов вытряхивает души,

А своим отвагу придаёт!

- Также во время Великой Отечественной войны была популярна фронтовая версия песни — «Фронтовая Катюша», посвящённая непосредственно РСЗО:

Разлетались головы и туши,

Дрожь колотит немца за рекой.

Это наша русская «Катюша»

Немчуре поёт за упокой.

Расскажи, как песню заводила,

Расскажи про «Катины» дела,

Про того, которого лупила,

Про того, чьи кости разнесла.

Все мы любим душеньку «Катюшу»,

Все мы любим, как она поёт.

Из врага выматывает душу

А друзьям отвагу придает!

- Существует серия народных переложений и продолжений этой песни, исполняемых на тот же мотив[12]. В разных вариантах этих песен Катюша выступает фронтовой медсестрой («Весь блиндаж снарядами разрушен…»), девушкой-военнослужащей, партизанкой (минимум две песни), девушкой, провожающей милого на войну («Катюша. Проводы на войну»), девушкой, живущей на временно оккупированной территории СССР («Про Катю и немца» со словами: «…Выходила на берег Катюша, а за нею немец молодой»), РСЗО (несколько песен помимо «Фронтовой Катюши», в том числе «Две Катюши», «Про „Катюшу“», «Шли бои на море и на суше…» и другие).
- Существует несколько ответных песен (на тот же мотив) — «Ответ Катюше» — от того самого «бойца на дальнем пограничье», которому Катюша пела в исходной песне. Разные варианты «Ответов Катюше» были сочинены как перед Великой Отечественной войной, так и во время и после неё. В том числе существует песня-ответ от бойца, воюющего в Финляндии[13]. Наиболее известный «Ответ Катюше» начинается со слов:

Ветер дальний чуть колышет травы,

На границу пала ночь темна,

Неспокойно смотрит на заставу,

Тёмной ночью вражья сторона…

## Использование в искусстве
- Часть музыки песни использовалась в марше «Primavera»[14] 250-й дивизии вермахта (испанских добровольцев — «Голубой дивизии»)[15].
- Мотив песни используется в «Марше гвардейцев-миномётчиков» (1943) советского композитора Семёна Чернецкого.
- На мотиве «Катюши» основана песня «Mystery of the Night» итальянской метал-группы «Skylark».
- Немецкая панк-группа Dödelhaie в 1992 году записала на мелодию «Катюши» песню «Heute Nacht»
- У американской группы Abney Park в альбоме «The Circus at the End of the World» (2013) есть англоязычная версия песни «Katyusha».
- На фестивале военной техники «Армия-2015» песня прозвучала на шести языках, первым из которых был китайский[16].
- Песня использовалась в качестве позывных на радиостанции Голос России на французском языке, также в конце каждого часа в эфире звучала мелодия этой песни.
- Мелодия песни несколько раз звучит в композиции Эдди Хантингтона «USSR»